# 8. říjen
8. říjen je 281. den roku podle gregoriánského kalendáře (282. v přestupném roce). Do konce roku zbývá 84 dní.

## Události

### Česko
- 1604 – Poprvé byla pozorována Keplerova supernova.
- 1893
  - Na Královských Vinohradech v Praze byla dokončena stavba kostela sv. Ludmily architekta Josefa Mockera
  - Na sjezdu mladočeských důvěrníků v Pardubicích informuje Adolf Stránský o svém úmyslu vydávat v Brně deník, který by se stal moravskou obdobou Národních listů.
- 1941 – V protektorátním Česku byla zakázána organizace Sokol. Nacisté pozatýkali více než 1500 členů Sokola.
- 1950 – Československý hokejový tým odsouzen ve vykonstruovaném dvoudenním procesu za plánovanou imigraci. Bohuslav Modrý a Augustin Bubník dostali 14 let, ostatní míň.
- 1989 – Občané východního Německa žádají v Praze o vycestování do NSR. V budově velvyslanectví NSR bylo již 4000 lidí
- 1999
  - Pivovary Prazdroj a Radegast koupil jihoafrický koncern SABMiller
  - Klausova ODS poprvé prohlašuje, že nastal čas ke změně vlády, a mluví o konci opoziční smlouvy s ČSSD.
- 2008 – Pavel Vrba se stal trenérem fotbalové Viktorie Plzeň
- 2012 – Policie v kauze nákupu obrněných vozidel typu Pandur zadržela Marka Dalíka, ale soudce ho odmítl vzít do vazby
- 2016 – Po sečtení hlasů v krajských volbách se ukázalo, že ČSSD ztrácí i voličskou podporu víc, než myslela. Oranžoví vyhráli jen ve dvou krajích, vítězné hnutí ANO 2011 v devíti.

### Svět
- 0451 – Zahájen Chalkedonský koncil (konec 1. listopadu).
- 0876 – Ludvík II. Němec mladší porazil v bitvě u Andernachu Karla II.
- 1600 – Přijata psaná ústava San Marina.
- 1809 – Hrabě Metternich byl jmenován ministrem zahraničních věcí Rakouska. V této funkci výrazně ovlivňoval dějiny Evropy až do roku 1848.
- 1912 – Černá Hora vyhlásila válku Osmanské říši, čímž začala první balkánská válka.
- 1939 – Druhá světová válka: Třetí říše přímo anektovala západní Polsko a ve zbytku vytvořila tzv. generální gouvernement.
- 1941 – Druhá světová válka: Na východní frontě němečtí vojáci dorazili k Azovskému moři a dobyli přístav Mariupol.
- 1945 – Percy Spencer v USA patentoval mikrovlnnou troubu
- 1952 – Došlo ke srážce tří vlaků v Harrow, zemřelo 112 lidí.
- 1967 – Vůdce levicové guerilly Ernesto Che Guevara byl se svými muži zajat v Bolívii a nazítří bez soudu popraven.
- 1991 – Chorvatský parlament zpřetrhal poslední pouta s Jugoslávií.
- 2005 – Během zemětřesení v Kašmíru přišlo o život kolem 75 000 lidí.

## Narození

### Česko

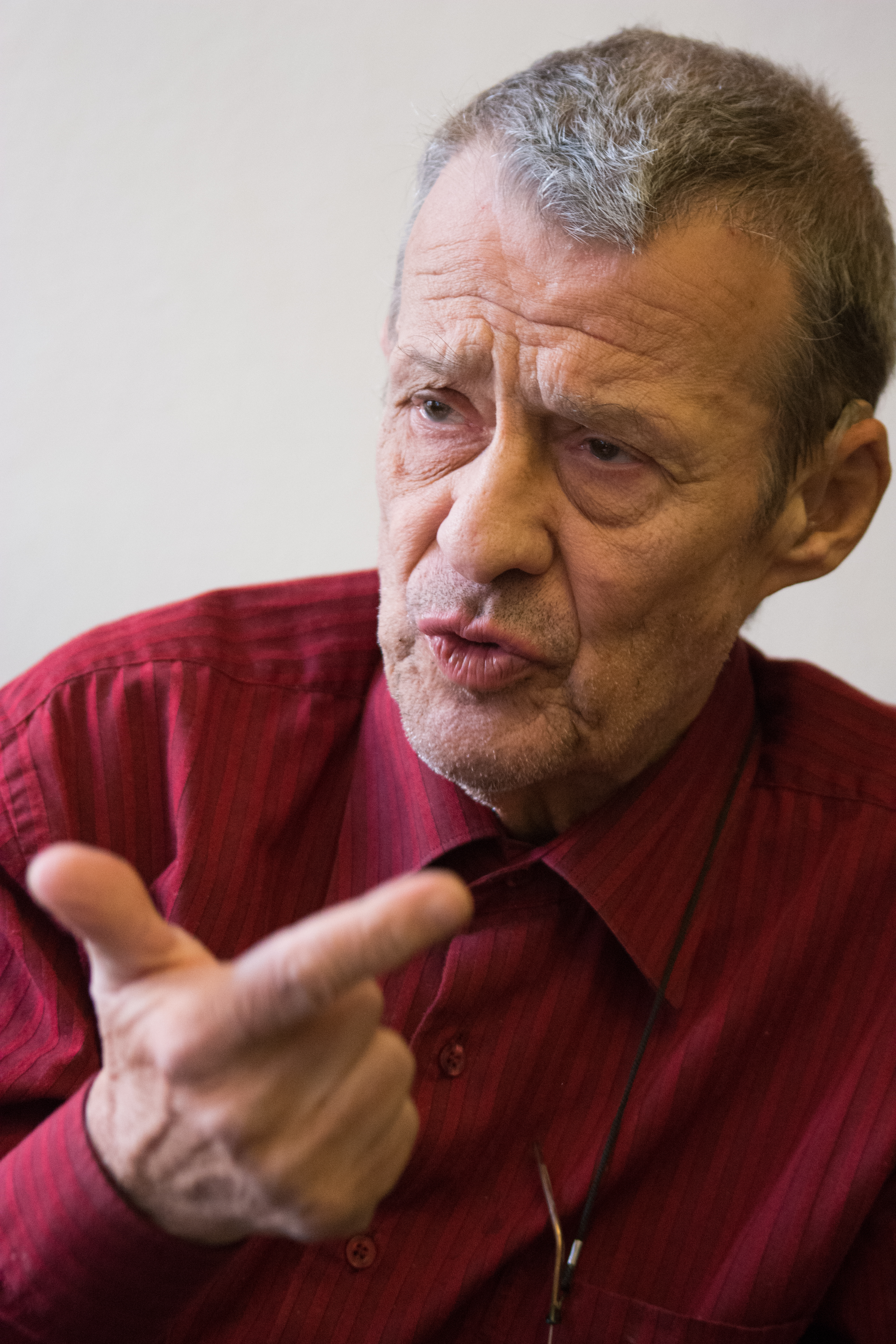
Petr Uhl (* 1941)

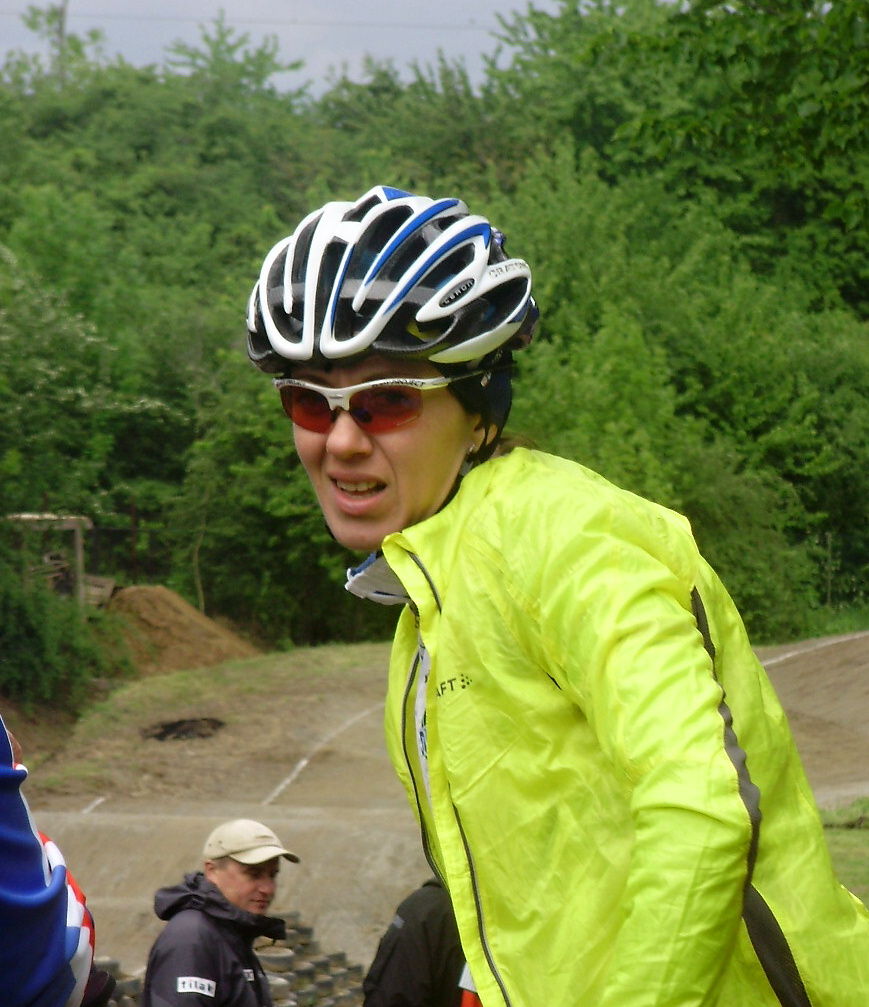
Lada Kozlíková (* 1979)

- 1811 – Antonín Zvěřina, poslanec Českého zemského sněmu, starosta Jičína († 25. dubna 1885)
- 1813 – Bedřich z Fürstenberka, arcibiskup olomoucký a kardinál († 20. srpna 1892)
- 1828 – František Chalupa, český malíř († 16. dubna 1897)
- 1831 – Max Scharschmid von Adlertreu, rakouský a český právník a politik německé národnosti († 27. prosince 1905)
- 1837 – František Havelec, poslanec Českého zemského sněmu a Říšské rady († 4. března 1879)
- 1838
  - Jan Gebauer, bohemista († 25. května 1907)
  - Josefa Náprstková, manželka a pomocnice Vojtěcha Náprstka († 13. září 1907)
- 1842 – Čeněk Vyhnis, středoškolský profesor, klasický filolog († 23. března 1897)
- 1877 – Max Kühn, architekt a pedagog († 14. června 1944)
- 1878 – Josef Kahler, československý politik německé národnosti († ?)
- 1885 – Vladimír Jiří Rott, pražský obchodník († 22. listopadu 1965)
- 1894 – Dionysius Polanský, československý právník, politik († 6. června 1971)
- 1896 – Antonín Jemelka, český kněz a malíř († 21. února 1972)
- 1911
  - Jaroslav Krátký, příslušník výsadkové operace Karas († únor 1945)
  - Karel Vlach, kapelník swingového Orchestru Karla Vlacha († 26. února 1986)
- 1923 – Andrej Bělocvětov, český malíř a grafik († 19. dubna 1997)
- 1925 – Čestmír Vejdělek, český spisovatel († 14. listopadu 2011)
- 1927 – Miroslav Kutílek, pedolog a spisovatel († 4. října 2016)
- 1928
  - Radko Pytlík, literární historik
  - Vít Holubec, sportovní komentátor († 8. června 2013)
- 1929 – Alois Joneš, spisovatel, novinář a ekonom
- 1934 – Richard Jelínek, český histolog, embryolog a anatom († 27. října 2008)
- 1938 – Jan J. Novák, český básník († 6. ledna 2017)
- 1940 – Jiří Horák, fotograf
- 1941 – Petr Uhl, český levicově orientovaný novinář a politik
- 1944 – František Beneš, geograf a politik
- 1945 – Zdena Herfortová, filmová a divadelní herečka
- 1946 – Jaroslav Bálek, národohospodář a spisovatel
- 1948 – Jan Baxant, biskup litoměřický
- 1952 – Miroslav Sabev, český malíř a grafik († 15. února 2011)
- 1954 – Stanislav Procházka, český zpěvák, kytarista a hudební skladatel († 29. srpna 2003)
- 1958 – Eva Salzmannová, česká herečka a divadelní pedagožka
- 1979 – Lada Kozlíková, dráhová a silniční cyklistka
- 1982 – Tomáš Mikolov, výzkumník AI
- 1994 – Adam Pavlásek, tenista

### Svět

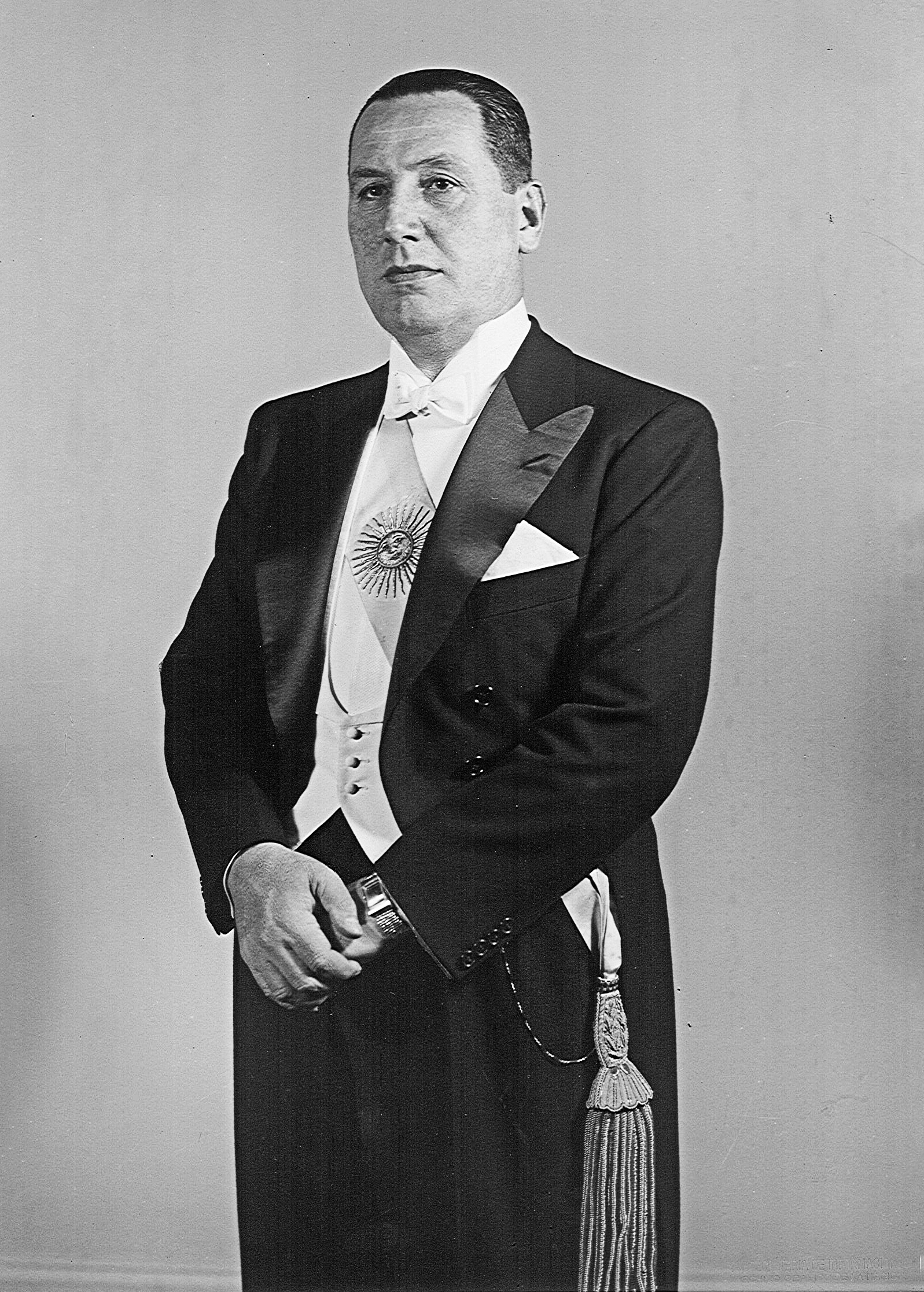
Juan Perón (* 1895)

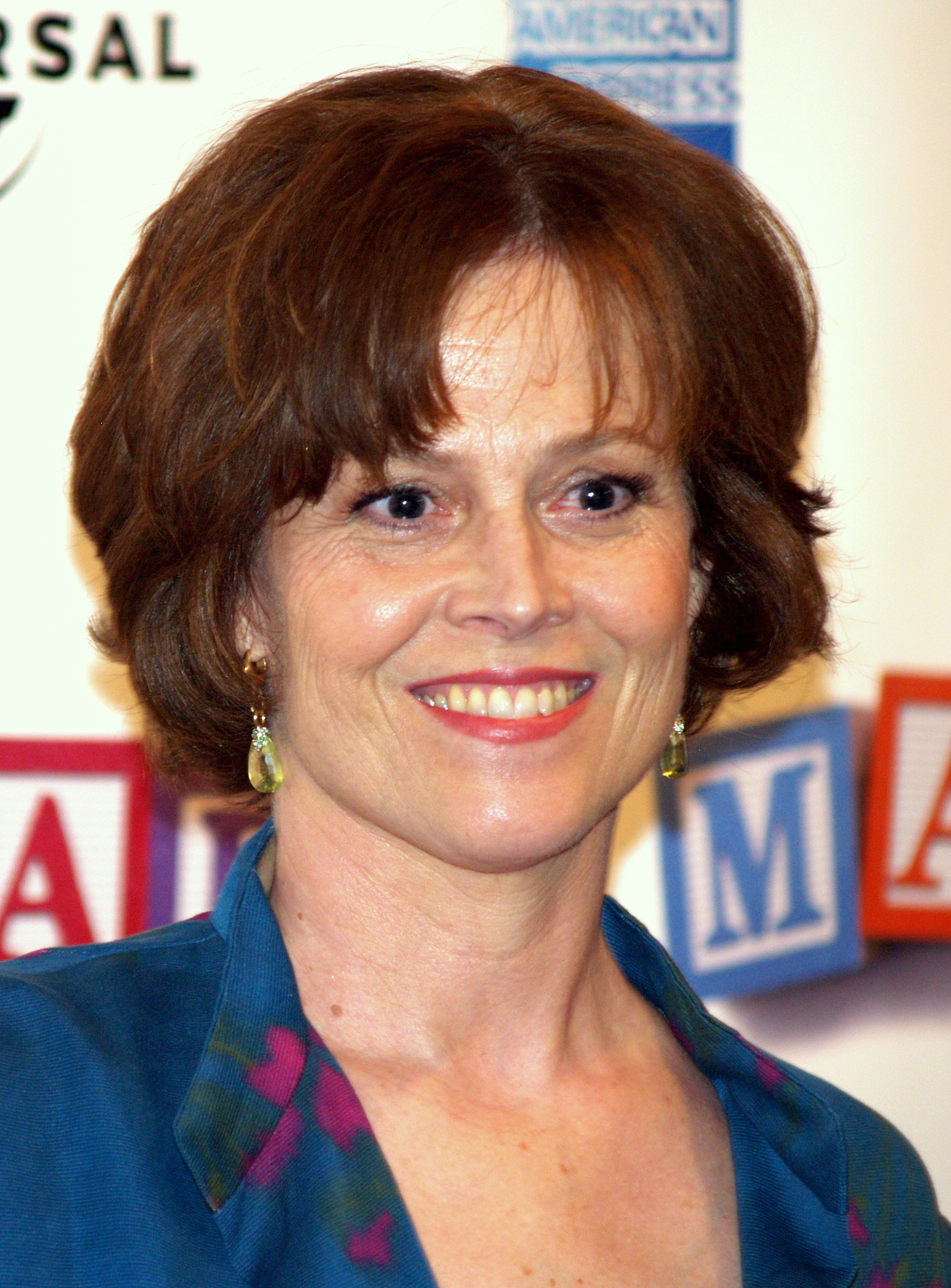
Sigourney Weaver (* 1949)

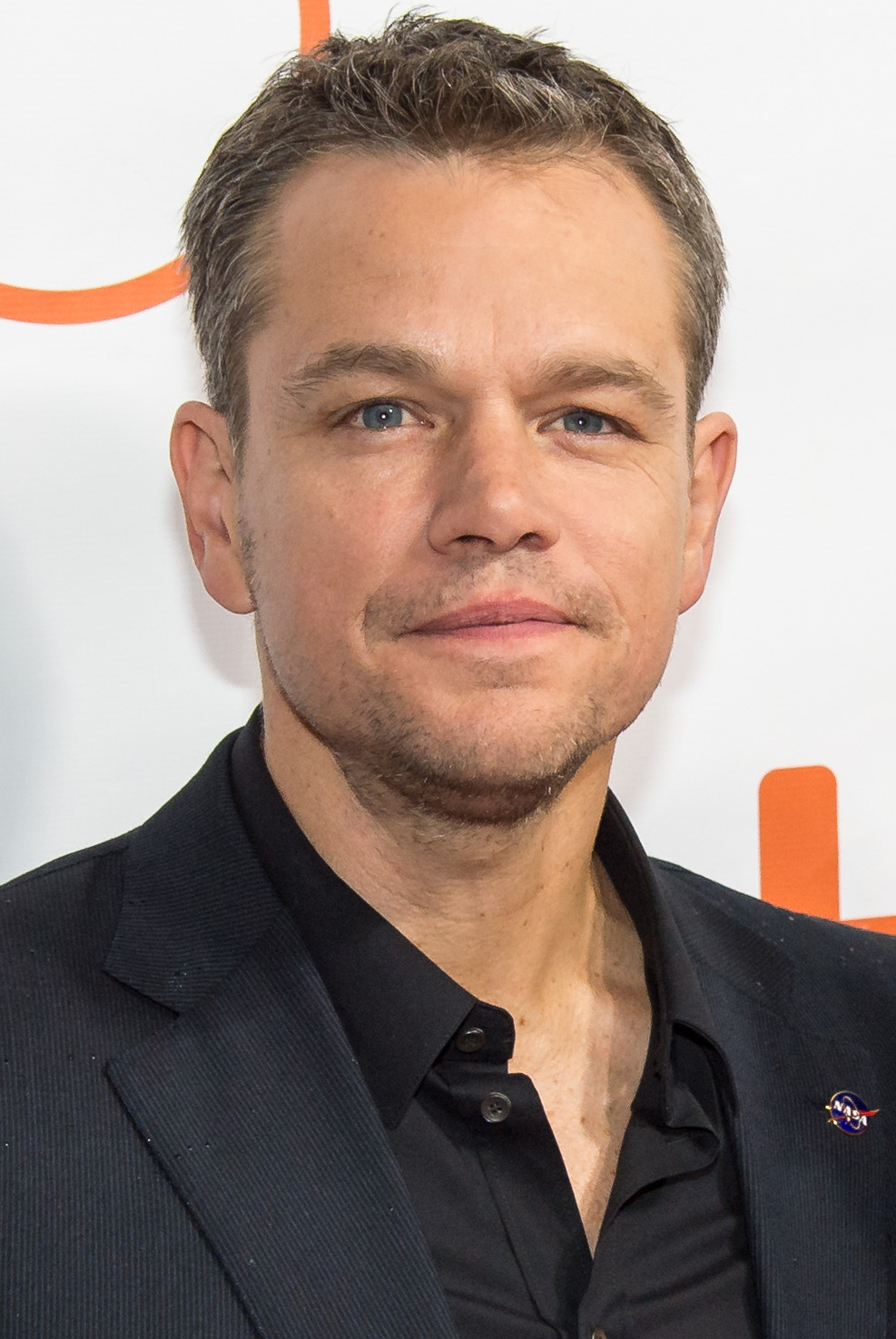
Matt Damon (* 1970)

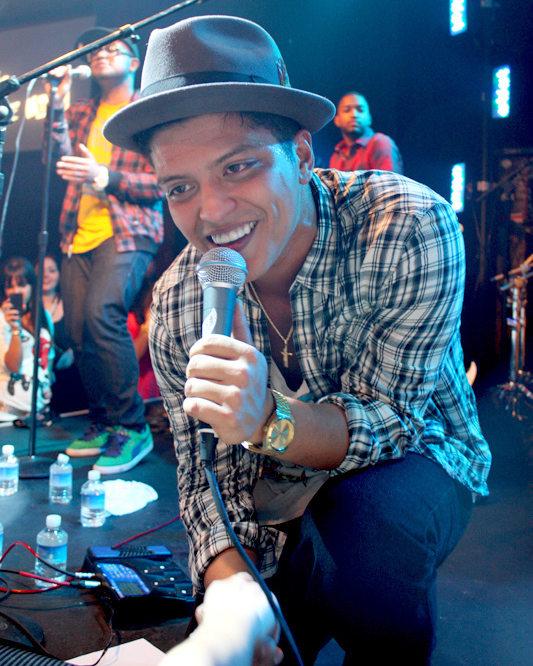
Bruno Mars (* 1985)

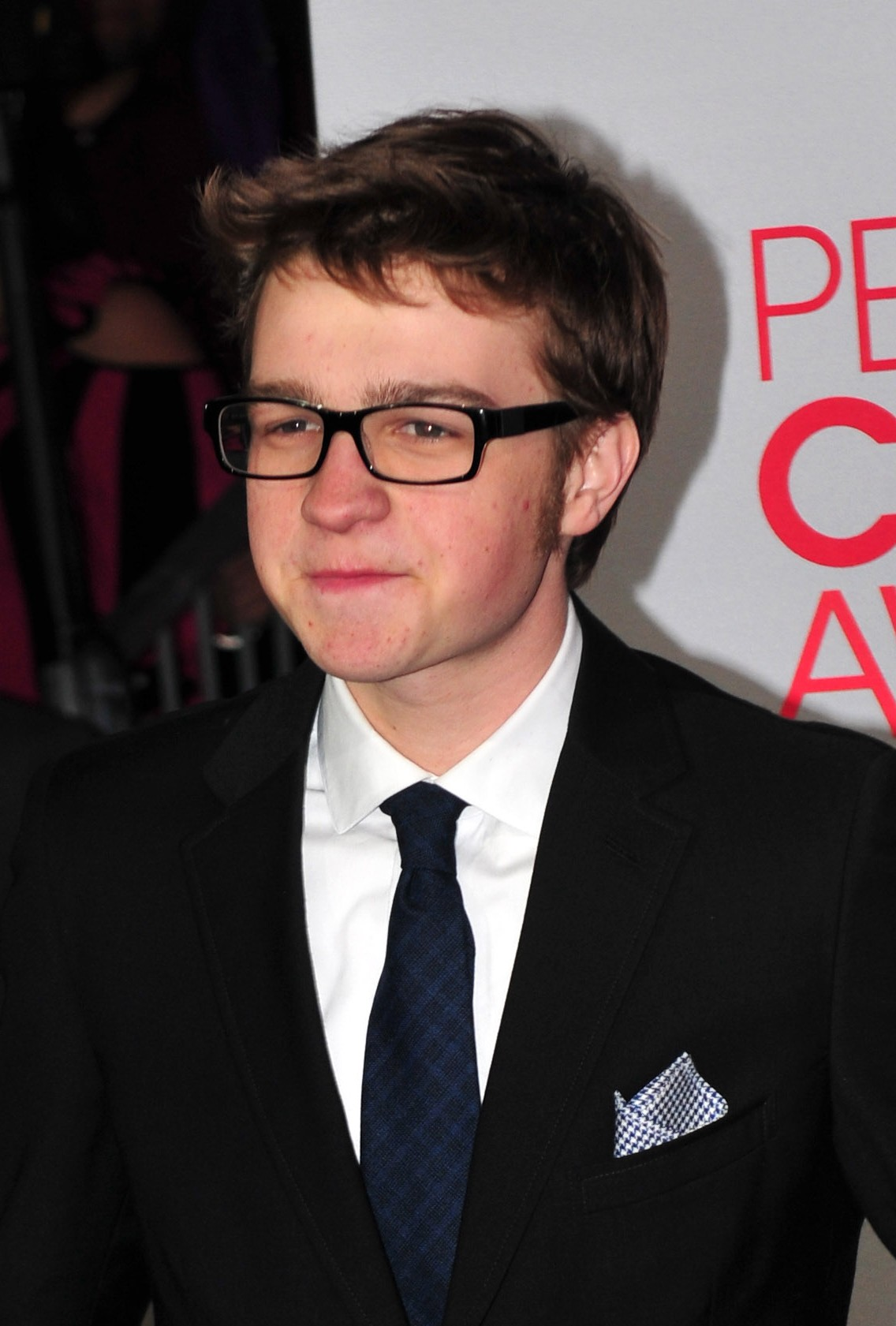
Angus T. Jones (* 1993)

- 1585 – Heinrich Schütz, německý hudební skladatel († 6. listopadu 1672)
- 1676 – Benito Jerónimo Feijoo, galicijský spisovatel a učenec († 26. srpna 1764)
- 1692 – Antonio Palella, italský hudební skladatel († 7. března 1761)
- 1697 – Cornelis Troost, nizozemský malíř období baroka († 7. března 1750)
- 1733 – Jean-Baptiste Royer, francouzský politik a biskup († 11. dubna 1807)
- 1753 – Žofie Albertina Švédská, švédská princezna († 17. března 1829)
- 1778 – Hyacinthe-Louis de Quélen, pařížský arcibiskup († 31. prosince 1839)
- 1787 – Albrecht Besserer von Thalfingen, bavorský generál († 1. února 1839)
- 1807 – Harriet Taylor Mill, anglická filosofka († 3. listopadu 1858)
- 1810 – Zacharij Zograf, bulharský malíř († 14. června 1853)
- 1835 – Christian Otto Mohr, německý stavební inženýr a geolog († 2. října 1918)
- 1836 – Leon Abbett, guvernér New Jersey († 4. prosince 1894)
- 1850 – Henry Le Chatelier, francouzský chemik († 17. září 1936)
- 1863 – Charicléa Hohenlohe, francouzská šlechtična a mecenáška († 22. června 1912)
- 1864 – Branislav Nušić, srbský spisovatel († 19. ledna 1938)
- 1868 – Max Slevogt, německý malíř († 30. září 1932)
- 1870 – Louis Vierne, francouzský varhaník a skladatel († 2. června 1937)
- 1873
  - Alexej Ščusev, ruský architekt († 24. května 1949)
  - Ejnar Hertzsprung, dánský astronom († 1967)
- 1874 – István Bethlen, maďarský premiér († 5. října 1946)
- 1875 – Lawrence Doherty, anglický tenista († 21. srpna 1919)
- 1880
  - Fritz Bleyl, německý malíř, grafik a architekt († 19. srpna 1966)
  - Nora Bayesová, americká herečka a zpěvačka († 19. června 1928)
- 1888 – Ernst Kretschmer, německý neuropsychiatr († 8. února 1964)
- 1889
  - Ivan Mozžuchin, ruský filmový herec († 18. ledna 1939)
  - Philippe Thys, belgický silniční cyklista († 16. ledna 1971)
- 1890
  - Henrich Focke, německý letecký konstruktér († 25. února 1979)
  - Karl Harrer, zakládající člen německé dělnické strany (DAP) († 5. září 1926)
- 1892 – Marina Cvětajevová, ruská spisovatelka a básnířka († 31. srpna 1941)
- 1894 – Tibor Déry, maďarský spisovatel († 18. srpna 1977)
- 1895
  - Juan Perón, argentinský politik a prezident († 1. července 1974)
  - Ahmet Zogu, albánský předseda vlády a prezident († 9. dubna 1961)
- 1897
  - Franciszek Jop, diecézní biskup opolský († 24. září 1976)
  - Marcel Herrand, francouzský filmový a divadelní herec, režisér († 11. června 1953)
- 1899 – Ja'akov Dori, náčelník Generálního štábu Izraelských obranných sil († 22. ledna 1973)
- 1900 – Geoffrey Jellicoe, zahradní architekt a spisovatel († 17. července 1996)
- 1903 – Ferenc Nagy, maďarský politik, předseda vlády († 12. června 1979)
- 1910
  - Rudolf Abderhalden, švýcarský fyziolog a patolog († 23. srpna 1965)
  - Paulette Dubost, francouzská filmová herečka a zpěvačka († 21. září 2011)
  - Gus Hall, předseda Komunistické strany Spojených států amerických († 13. října 2000)
- 1915 – Serge Sazonoff, francouzský fotograf († 24. ledna 2012)
- 1917 – Rodney Robert Porter, anglický lékař a biochemik, nositel Nobelovy ceny 1972 († 6. září 1985)
- 1918
  - Amos Manor, ředitel izraelské bezpečnostní služby Šin Bet († 5. srpna 2007)
  - Jens Christian Skou, dánský chemik, Nobelova cena za chemii 1997 († 28. května 2018)
- 1920 – Frank Herbert, americký spisovatel († 11. února 1986)
- 1922 – Nils Liedholm, švédský fotbalista († 5. listopadu 2007)
- 1923 – Ján Jakubík, slovenský matematik († 24. listopadu 2015)
- 1925 – Andrej Donatovič Siňavskij, ruský literární vědec, spisovatel a literární kritik († 25. února 1997)
- 1927 – César Milstein, argentinský imunolog, nositel Nobelovy ceny za fyziologii a lékařství za rok 1984 († 24. března 2002)
- 1928
  - Alvin Toffler, americký spisovatel, novinář, sociolog a futurolog († 27. června 2016)
  - Didi, brazilský fotbalista († 12. května 2001)
- 1930
  - Pepper Adams, americký jazzový saxofonista a skladatel († 10. září 1986)
  - Tóru Takemicu, japonský hudební skladatel († 20. února 1996)
- 1931 – Andreas Molterer, rakouský sjezdař († 25. října 2023)
- 1932 – Kenneth Appel, americký matematik, († 19. dubna 2013)
- 1935 – Hans Joachim Schädlich, německý spisovatel a esejista
- 1938 – Bronislovas Lubys, litevský velkopodnikatel, průmyslník a politik († 23. října 2011)
- 1939
  - Harvey Pekar, americký autor komiksů († 12. července 2010)
  - Elvīra Ozoliņa, sovětská atletka lotyšské národnosti, olympijská vítězka v hodu oštěpem
  - Paul Hogan, australský herec
- 1941
  - Peter Debnár, slovenský herec a divadelní režisér († 8. června 2004)
  - Jesse Jackson, americký aktivista
- 1943
  - Chevy Chase, americký filmový herec
  - R. L. Stine, americký spisovatel
- 1944 – Jean-Marie Klinkenberg, belgický lingvista a sémiotik
- 1947
  - Stephen Shore, americký reportážní fotograf,
  - Tošija Itó, japonský herec († 12. června 2007)
- 1948
  - Gottfried Helnwein, rakousko-irský výtvarný umělec
  - Johnny Ramone, americký hudebník, kytarista punk rockové skupiny Ramones († 2004)
  - Claude Jade, francouzská filmová herečka († 1. prosince 2006)
- 1949 – Sigourney Weaver, americká filmová herečka
- 1952
  - Reijo Kela, finský tanečník
  - Anna Javorková, slovenská herečka
- 1956
  - Rašid Nurgalijev, ruský generál a politik tatarské národnosti, ministr vnitra
  - Janice Elaine Vossová, americká astronautka († 7. února 2012)
- 1958 – Ursula von der Leyenová, německá politička, předsedkyně Evropské komise
- 1959
  - Gavin Friday, irský zpěvák
  - Carlos Ismael Noriega, americký astronaut
- 1961 – Steven Bernstein, americký trumpetista
- 1964 – CeCe Winans, americká gospelová zpěvačka
- 1965 – C. J. Ramone, americký hudebník, baskytarista punk rockové skupiny Ramones
- 1968 – Emily Procterová, americká herečka
- 1970 – Matt Damon, americký herec
- 1972 – Stanislav Varga, slovenský fotbalista
- 1974 – Fredrik Modin, švédský lední hokejista
- 1975 – Taťána Grigorjevová, bývalá australská skokanka o tyči ruského původu a modelka
- 1977 – Reese Hoffa, americký atlet, koulař
- 1979
  - Kristanna Loken, americká herečka a modelka (Terminátor 3)
  - Noelle Scaggs, americká zpěvačka
- 1980
  - Branislav Mezei, slovenský lední hokejista
  - Michael Mizanin, americký wrestler
- 1985
  - Bruno Mars, americký zpěvák
  - Simone Bolelli, italský tenista
- 1986 – Camilla Herremová, norská házenkářka
- 1989 – Armand Traoré, francouzský fotbalista
- 1991 – Bakermat, nizozemský hudebník a hudobní producent
- 1993
  - Angus T. Jones, americký herec
  - Garbiñe Muguruzaová, španělská tenistka
  - Luka Basi, slovinský zpěvák
  - Barbara Palvinová, maďarská modelka
  - Jorge Ureña, španělský atlet, vícebojař
- 1996 – Sara Sorribesová Tormová, španělská tenistka
- 1997
  - Bella Thorne, americká herečka, modelka, zpěvačka a tanečnice
  - Marco Odermatt, švýcarský alpský lyžař
  - Ben White, anglický fotbalista
- 1999 – Fábián Marozsán, maďarský tenista

## Úmrtí

### Česko

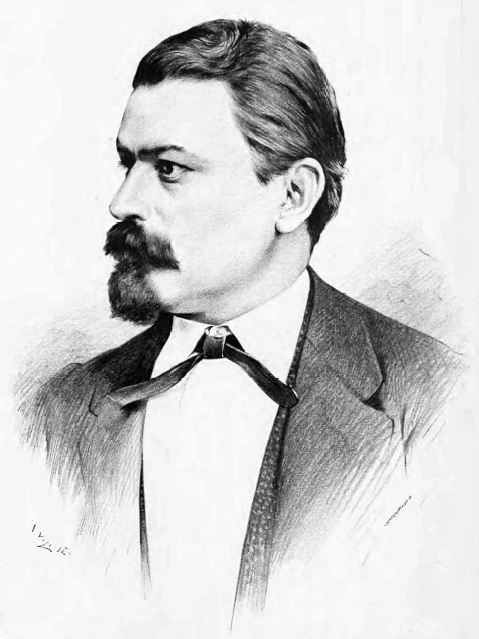
Vítězslav Hálek († 1874)

- 1822 – Josef Karel Ambrož, operní zpěvák a skladatel (* 6. května 1759)
- 1865 – Heinrich Wilhelm Ernst, moravský houslista (* 8. června 1812)
- 1868 – Jan Hostivít Pospíšil, královéhradecký nakladatel (* 30. května 1785)
- 1874 – Vítězslav Hálek, básník (* 5. dubna 1835)
- 1877 – Anton Weber, rakouský a český právník a politik německé národnosti (* 1820)
- 1888 – Karl Pickert, rakouský a český novinář a politik (* 17. září 1835)
- 1899
  - Julius Mařák, malíř – krajinář (* 29. března 1832)
  - Alois Bulíř, architekt a stavitel (* 11. března 1838)
- 1927 – Ferdinand Maurer, rakousko-uherský státní úředník a spisovatel (* 5. března 1866)
- 1934 – Franta Anýž, český řezbář, cizelér a medailér (* 1. února 1876)
- 1936 – Bohuš Zakopal, český divadelní herec (* 21. listopadu 1874)
- 1938 – Josef Kořenský, český cestovatel a fotograf (* 26. července 1847)
- 1941 – Božena Laglerová, první česká pilotka (* 11. prosince 1886)
- 1956 – Stanislav Hanzlík, meteorolog (* 11. března 1878)
- 1964 – Karel Vik, český malíř (* 4. listopadu 1883)
- 1971 – Josef Veverka, politik, oběť komunistického režimu (* 4. února 1903)
- 1975 – Vladimír Matula, československý politik a diplomat (* 13. února 1894)
- 1982 – Antonín Novák, československý fotbalový reprezentant (* 3. května 1907)
- 2008 – Radomír Klein Jánský, profesor lingvistiky a srovnávacích společenských věd (* 11. června 1928)

### Svět

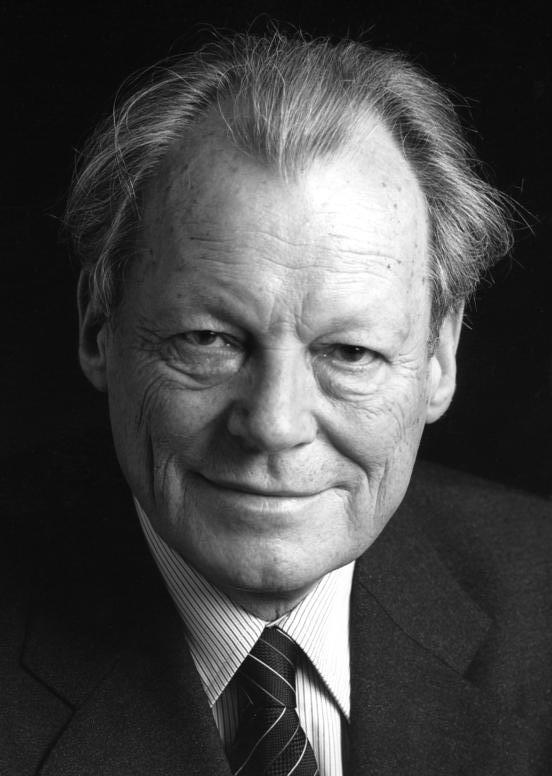
Willy Brandt († 1992)

- 1286 – Jan I. Bretaňský, vévoda bretaňský a hrabě z Richmondu (* 1217/1218)
- 1354 – Cola di Rienzo, italský politik (* 1313/1314)
- 1575 – Jan Matsys, vlámský malíř (* 1510)
- 1580 – Hieronymus Wolf, německý historik (* 13. srpna 1516)
- 1620 – Jindřich Duval Dampierre, generál rakouské armády (* 1580)
- 1651 – Anna Kateřina Konstance Vasa, polská princezna a falcká hraběnka (* 7. srpna 1619)
- 1656 – Jan Jiří I. Saský, saský kurfiřt (* 5. března 1585)
- 1735 – Jung-čeng, čínský císař (* 13. prosince 1678)
- 1754 – Henry Fielding, anglický spisovatel (* 22. dubna 1707)
- 1768 – Pierre-Joseph Thoulier d'Olivet, francouzský jazykovědec a překladatel (* 1. dubna 1682)
- 1772 – Jean-Joseph de Mondonville, francouzský hudební skladatel a houslista (* 1711)
- 1793 – John Hancock, americký obchodník a politik (* 12. ledna 1737)
- 1803 – Vittorio Alfieri, italský satirický básník a dramatik (* 17. ledna 1749)
- 1826 – Marie-Guillemine Benoist, francouzská malířka (* 18. prosince 1768)
- 1834 – François Adrien Boieldieu, francouzský skladatel (* 16. prosince 1775)
- 1856 – Théodore Chassériau, francouzský malíř (* 20. září 1819)
- 1869 – Franklin Pierce, 14. prezident Spojených států (* 23. listopadu 1804)
- 1893 – Patrice de Mac-Mahon, třetí prezident Francie (* 13. července 1808)
- 1897 – Aleksej Kondraťjevič Savrasov, ruský realistický malíř (* 24. května 1830)
- 1907 – Alfréd z Lichtenštejna, česko-rakouský šlechtic (* 11. července 1842)
- 1909 – Naftali Herz Imber, židovský básník (* 1856)
- 1910 – Maria Konopnicka, polská spisovatelka (* 23. května 1842)
- 1917 – Janez Evangelist Krek, slovinský politik, kněz a spisovatel (* 27. listopadu 1865)
- 1927 – Marie Terezie Rakousko-Těšínská, rakouská arcivévodkyně (* 15. července 1845)
- 1929 – Jacek Malczewski, polský malíř (* 15. července 1854)
- 1934 – Grigoris Palagean, arménský biskup (* 1875)
- 1936
  - Prémčand, hindský spisovatel (* 31. července 1880)
  - Ahmet Tevfik Paša, osmanský státník a velkovezír (* 11. února 1845)
- 1940 – Josef František, český pilot, stíhací eso polského letectva v Bitvě o Británii (* 7. října 1914)
- 1942 – Stanislav Bukovský, vedoucí činovník Sokola, nezávislý ministr Československa (* 2. května 1889)
- 1943 – Michel Fingesten, německý malíř a grafik (* 18. dubna 1884)
- 1945 – Felix Salten, rakouský spisovatel (* 6. září 1869)
- 1946 – Anton Thumann, nacistický válečný zločinec (* 31. října 1912)
- 1947 – Leonor Michaelis, německý biochemik (* 16. ledna 1875)
- 1958 – Ran Bosilek, bulharský básník, překladatel a spisovatel (* 26. září 1886)
- 1961 – Moše Zmoira, izraelský právník a první předseda izraelského Nejvyššího soudu (* 25. října 1888)
- 1963 – Remedios Varová, španělsko-mexická surrealistická malířka (* 16. prosince 1908)
- 1967 – Clement Attlee, britský politik a předseda vlády (* 3. ledna 1883)
- 1970 – Lucien Goldmann, rumunsko-francouzský filosof (* 20. července 1913)
- 1971 – Harry Steel, americký zápasník, zlato na OH 1924 (* 8. dubna 1899)
- 1973 – Gabriel Marcel, francouzský spisovatel, dramatik a filosof (* 7. prosince 1889)
- 1974 – Harry Carney, americký jazzový hudebník (* 1. dubna 1910)
- 1975 – Alberto Hemsi, sefardský hudební skladatel a muzikolog (* 27. května 1898)
- 1978 – Jacques Brel, belgický písničkář (* 8. dubna 1929)
- 1981 – Heinz Kohut, americký psycholog (* 3. května 1923)
- 1982
  - Philip Noel-Baker, britský politik, Nobelova cena za mír 1959 (* 1. listopadu 1889)
  - Anna Freudová, britská psychoanalytička (* 3. prosince 1895)
- 1987 – Konstantinos Tsatsos, prezident Řecka (* 1. července 1899)
- 1990 – Robert F. Murphy, americký antropolog (* 3. června 1924)
- 1992 – Willy Brandt, německý kancléř, oceněný Nobelovou cenou míru v 1971 (* 18. prosince 1913)
- 2004 – Jacques Derrida, francouzský filosof (* 1930)
- 2006 – Pavol Hnilica, slovenský římskokatolický biskup (* 30. března 1921)
- 2008 – George Emil Palade, rumunsko-americký cytolog, Nobelova cena za fyziologii a lékařství 1974 (* 19. listopadu 1912)
- 2009 – Abu Talib, americký kytarista (* 24. února 1939)
- 2012 – John Tchicai, dánský saxofonista (* 28. dubna 1936)
- 2023 – László Sólyom, maďarský prezident (* 3. ledna 1942)

## Svátky

### Česko
- Věra, Věroslava
- Demeter, Dimitrij
- Památný den sokolstva, významný den ČR[1]

Katolický kalendář
- Svatý Simeon

### Svět
- Jom kipur
- Mezinárodní den boje proti popálení
- USA: Columbus Day (je-li pondělí)
- Kanada: Thanksgiving Day (je-li pondělí)
- Havaj: Discoverer’s Day
- Samoa: Bílá neděle (je-li 2.neděle v měsíci)
- Portoriko, Panenské ostrovy: Friendship Day

## Pranostiky

### Česko
- O svaté Brigitě bývá mlha na úsvitě.
- Brigita svatá na mlhavá rána je bohatá.

| 8. říjen v pražském KlementinuÚdaje jsou platné k 11. 3. 2025. | 8. říjen v pražském KlementinuÚdaje jsou platné k 11. 3. 2025. | 8. říjen v pražském KlementinuÚdaje jsou platné k 11. 3. 2025. |
| minimum                                                        | denní průměr                                                   | maximum                                                        |
| -------------------------------------------------------------- | -------------------------------------------------------------- | -------------------------------------------------------------- |
| −2,1 °C (1784)                                                 | 12,3 °C (od 1961)                                              | 24,1 °C (2009)                                                 |